# 竹安佐和記
竹安 佐和記 （たけやす さわき、1973年8月30日 - ）は、株式会社crimの代表取締役。大阪府出身。男性。
1999年大阪芸術大学卒業後、株式会社カプコンにて『Devil May Cry』モンスターデザイン、『鉄騎』モデル制作やパブイラストを務める。クローバースタジオに移籍してからは『大神』の妖怪デザイン・イベントイラストなどを担当。その後、独立して株式会社crimを立ち上げた。
キャラクターデザインとして『零〜月蝕の仮面〜』『無限航路』に、ディレクター兼キャラクターデザイナーとして『エルシャダイ』（El Shaddai: Ascension of the Metatron）に携わる。2014年2月より2015年6月まで、『El Shaddai ceta－エルシャダイ セタ－』を連載（pixivコミック）。

## 来歴
1999年
- 大阪芸術大学卒業

2007年
- 株式会社crim設立

2016年
- GALLERY El shaddai -ギャラリー エルシャダイ-オープン

## 活動
- ディレクター兼キャラクターデザイナーを務めた『エルシャダイ』（El Shaddai: Ascension of the Metatron）での活動の後、独自の観点や解釈に基づいた新たな神話世界『神話構想』を、『サワキグラフ』を含む様々なコンテンツを通して密接に繋げている。 [1]
- 2013年5月31日、「エルシャダイ」のIPを、個人会社・crimで取得。5月31日をもって、イグニッション・エンターテイメントからcrimへすべての権利が譲渡された。[2][3]
- 架空の神々や地名などといった固有の名称を貸借りすることで作り上げられたクトゥルフ神話からヒントを得て、プロジェクト「アナザーエルシャダイ」を立ち上げる。このプロジェクト内では、「エルシャダイ」の世界観における設定を共有する中で、「エルシャダイ」の物語、映像、音楽、グッズを一般ユーザーに募集している。[4][5]
- 2014年2月より、pixivコミック内の『月刊Gファンタジー』（スクウェア・エニックス）にて描き下ろし漫画『El Shaddai ceta－エルシャダイ セタ－』を連載開始。『エルシャダイ』原作小説をベースに追加エピソードを加えたものになる。[6][7]
- 漫画『El Shaddai ceta』発売を記念して、ゲーム『エルシャダイ』（El Shaddai: Ascension of the Metatron）の音源データを2014年11月27日から12月10日の期間限定で無料配布。[8]
- 2015年8月22日より、pixiv Zingaroにて「エルシャダイアート展」を開催。[9]
- 2016年9月15日-18日、角川ゲームスの「東京ゲームス2016」ブースに出演。24時間ライブペイントマラソンを行う。[10][11]
- 2016年12月19日、新宿に「GALLERY El shaddai -ギャラリー エルシャダイ-」をオープン。[12][13]
- 2017年4月28日-5月16日、ギャラリーエルシャダイにて、「エルシャダイ」6周年記念展を開催。[14]

## 作品

### ゲーム
- 『Devil May Cry』（2001年8月23日、カプコン、PS2）モンスターデザイン、モデル制作
- 『鉄騎』（2002年9月12日、カプコン、Xbox）モデル製作、パブイラスト
- 『鉄騎大戦』（2004年2月26日、カプコン、Xbox）メカデザイン
- 『大神』（2006年4月20日、カプコン、PS2）妖怪デザイン
- 『零 〜月蝕の仮面〜』（2008年7月31日、任天堂、Wii）キャラクターデザイン
- 『無限航路』（2009年6月11日、セガ、ニンテンドーDS）キャラクターデザイン
- 『エルシャダイ（El Shaddai: Ascension of the Metatron）』（2011年4月28日、イグニッション・エンターテインメント、PS3 Xbox） ディレクション、キャラクターデザイン
- 『ElShaddai Coin&Epic』（2013年8月12日 Android版、2013年8月19日 iPhone版）
- 『GOD WARS 〜時をこえて〜（ゴッドウォーズ 〜時をこえて〜）』（2017年6月22日、角川ゲームス、PS4 PS Vita）モンスターデザイン
- 『ザ・ロストチャイルド』（2017年8月26日、角川ゲームス、PS4、PS Vita）プロデューサー、キャラクターデザイン

### 書籍
- 『ネフィリム ~ずっとわすれない~』絵 ISBN 4344991532
- 『Gideon-ギデオン-』（監修、キャラクターデザイン、イラスト） ISBN 4829146249
- 『AMON-アモン-』（監修、キャラクターデザイン、イラスト） ISBN 4569798195
- 『なんでおまえが救世主!? バベルの塔の女子高生』（監修、キャラクターデザイン、イラスト） ISBN 4569677312
- 『エルシャダイ原作小説』著 ISBN 4569803857
- 『El Shaddai ceta』著 既刊3巻（2015年8月現在）
- 『スピリチュアルおかん』著
- 『天使を絵に描きたかった男』
- 『El Shaddai ceta』著
- 『El Shaddai Grigori7』著 既刊1巻

画集
- 『大神絵草子 絆 -大神設定画集-』（妖怪イラスト、一寸画イベントイラスト） ISBN 4862330886
- 『エルシャダイ原画集　HEAVEN'S　GATE』ISBN 4391140543
- 『餓鬼三十六鬼　竹安佐和記画集』著 ISBN 4756243525

サワキグラフ
- 『サワキグラフ Vol.01』著 ISBN 4906841007
- 『サワキグラフ Vol.02』著 ISBN 4906841015
- 『サワキグラフVol.2.5 ～すべてのエルシャダイファンのために～』
- 『サワキグラフVol.00』

### Web連載
- 『ⅩⅩⅩⅥ（サーティーシックス）』
- 『THEIV's（ザ・フォース）』
- 『Force』
- 『餓鬼三十六鬼』
- エルシャダイ公式チャンネルブロマガ「Elshaddai７７７年の旅」
- 『El Shaddai ceta』（Pixivコミック月刊Gファンタジー）

### コラボレーション
- ガンダムエース（角川書店、折り込みポスター、2007年07月号）
- ガイナックス（2007年9月公式サイトトップページイラスト）
- 『火消し稲荷』（毎日新聞、挿絵）
- 『戦国IXA』（ヤフー・スクウェア・エニックス、ブラウザゲーム）
- 『LORD of VERMILION Re:2〜』（スクウェア・エニックス、アーケードゲーム）
- 『戦国キングダム』（GREE、Android/iPhone向けアプリ）
- 『革命機ヴァルヴレイヴアンソロジーコミックス』（スクウェア・エニックス、イラスト）
- 『あやかし百鬼夜行～妖怪育成奇譚～』（ICJ、Android/iPhone向けアプリ）
- 『百年戦記 ユーロ・ヒストリア』（カプコン、ブラウザゲーム）
- エルシャダイTシャツ（マーズ・シックスティーン）
- エルシャダイi-chawrap（マーズ・シックスティーン）
- キン肉マン アシュラマンTシャツ（マーズ・シックスティーン）
- iPhoneケース（visualog）
- クッション（visualog）
- Surface Pro 3コラボレーション（Engadget Fes 2014 ）[15][16][17][18]
- TCGファイアーエムブレム0（サイファ）（任天堂・インテリジェントシステムズ、トレーディングカードゲーム）[19]

## イベント

### 展覧会
2012年
- 1月19日『竹安佐和記原画展vol.1【ELの世界】』 [20][21]
- 3月16日『竹安佐和記作品展Vol.1.1 竹安佐和記×キヤノンPIXUS PRO-1』 [22][23]
- 4月26日 『エルシャダイ・アート展』[24][25]
- 7月20日『竹安佐和記原画展vol.2』大阪会場　8月2日東京会場 [26][27]
- 9月22日『sawaki takeyasu EXHIBITION in ドイツ』[28]

2013年
- 4月25日『竹安佐和記原画展vol.03』[29]

2017年
- 4月28日-5月16日、「エルシャダイ」6周年記念展[14]

### トークイベント
2011年
- 11月27日 太秦戦国祭り「HISTORICA LIVE“デジタル化する神話・英雄の創造性”」[30]

2012年
- 1月14日 「『ゲーム&アニメ キャラクターデザインブック』 発売記念 竹安佐和記×岩元辰郎トークショー」

2013年
- 4月28日 竹安佐和記原画展vol.3「“エルシャダイ開発秘話を語る”」[31]
- 8月12日 エルシャダイ権利取得記念イベント“問題ない権利” [32][33]
- 11月9日 “エルシャダイの宴”[34]

### その他
2011年
- クリエイターのDEEPな履歴書 featuringエルシャダイ”[35]

2012年
- 10月23日 週アスApple2012秋発表会レポート[36]

2014年
- 11月8日 お絵描きの祭典「pixiv祭～お絵かきたのしぃぃぃぃぃいぃいいいいいいいいいいいいいいいいいいいいいいいいいいいいいいいいい！！！！！！！！～」 漫画「El Shaddai ceta」刊行記念　竹安佐和記先生　ルシフェル ライブドローイング　～そんな装備で大丈夫か？六本木だ、問題ない～[37][38]